# Saaristoa sammamish
Saaristoa sammamish is een spinnensoort in de taxonomische indeling van de hangmatspinnen (Linyphiidae).
Het dier behoort tot het geslacht Saaristoa. De wetenschappelijke naam van de soort werd voor het eerst geldig gepubliceerd in 1955 door Levi & Herbert Walter Levi.